# Гостевой дом Ханг Нга

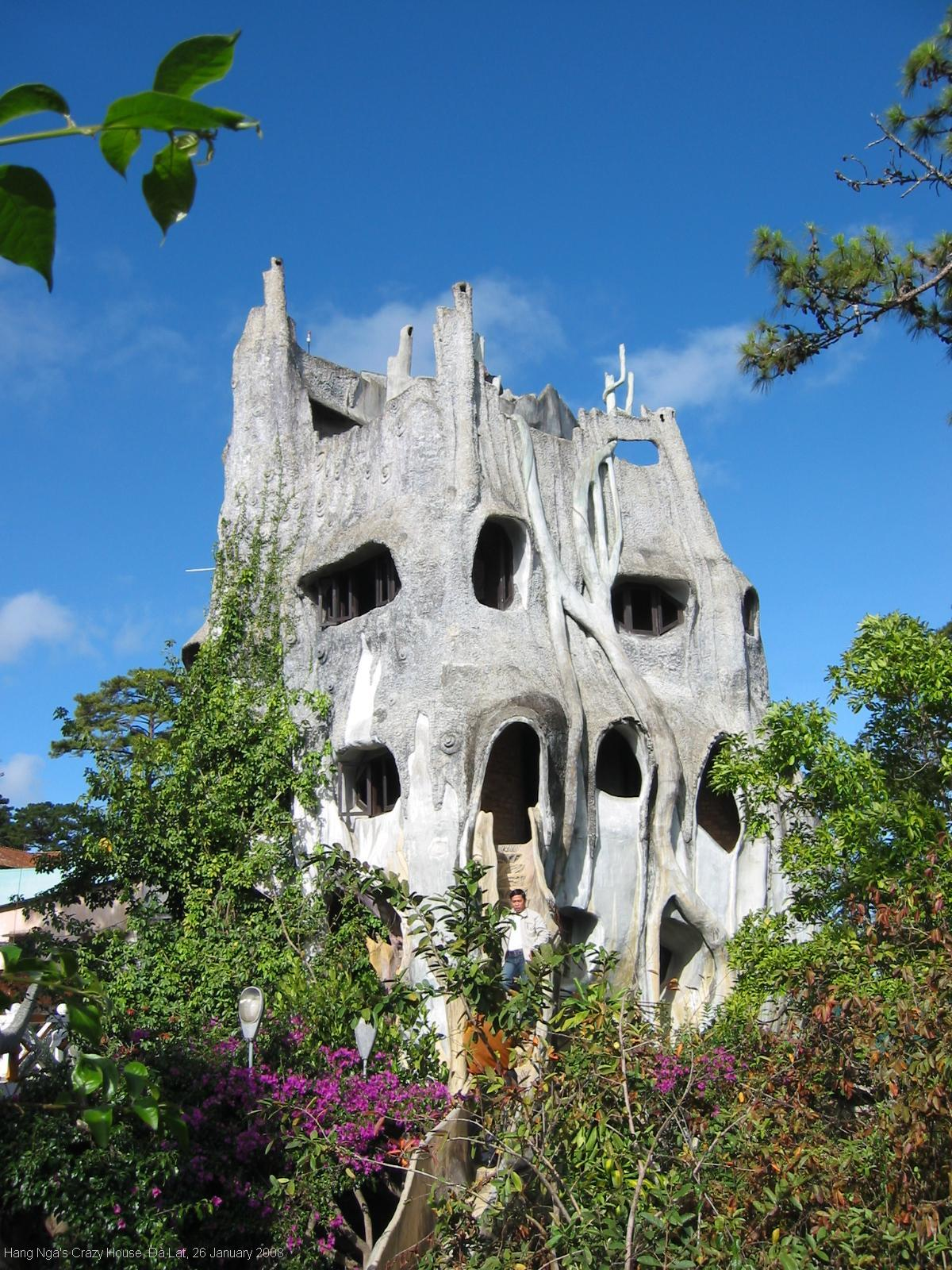
Нерегулярные окна гостевого дома. Вид со двора.

Гостевой дом Ханг Нга (вьет. Biệt thự Hằng Nga), называемый также Crazy House (вьет. Ngôi nhà quái dị) — здание необычной архитектуры, спроектированное и возводимое с 1990 года вьетнамским архитектором Данг Вьет Нга во вьетнамском городе Далат.
Здание построено в стиле «сказочного» дома. Общий вид напоминает гигантское дерево с включёнными декоративными элементами дизайна в форме животных, грибов, гигантской паутины и пещер. Экспрессионизм архитектурного решения Данг был осуществлён под влиянием каталонского испанского архитектора Антони Гауди.
С момента постройки в 1990 году здание стало известно благодаря уникальной архитектуре и считается одним из наиболее необычных зданий в мире.